# 도리카이 차량 기지
도리카이 차량 기지(일본어: 鳥飼車両基地) 또는 도리 기지(일본어: 鳥飼基地)는 오사카부 셋쓰시에 있는 신칸센 차량 사업소이다. 일본 고속철도 신칸센을 운행하는 신칸센 N700계 전동차의 정비 및 관리를 담당한다.

## 기타 사업부
- 오사카 조업 검사 차량소
- 오사카 수선 차량소
- 오사카 파출소 검사 차량소
- 오사카 대차 검사 차량소

## 업무
- 신칸센 N700계 전동차 중정비 및 관리